# Koko-di Koko-da
Koko-di Koko-da é um filme de terror psicológico e fantasia sombria sueco-dinamarquês de 2019 escrito e dirigido por Johannes Nyholm.

## Sinopse
O relacionamento de Elin e Tobias está em crise. Para tentar se reaproximar, eles vão acampar. Mas a viagem vira um pesadelo quando uma trupe de artistas sombrios aparece na floresta e começa a aterrorizá-los e humilhá-los.

## Elenco
- Leif Edlund como Tobias
- Ylva Gallon como Elin
- Katarina Jakobson como Maja
- Peter Belli como Mog

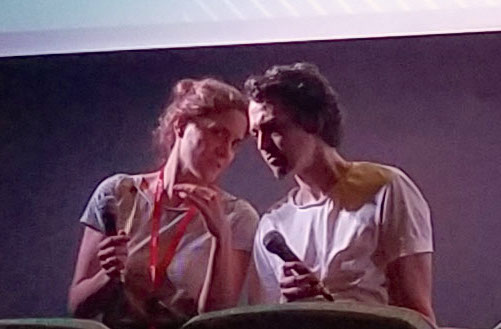
Johannes Nyholm (à direita) apresentando Koko-di Koko-da no Festival Internacional de Cinema Independente de Buenos Aires.

- Morad Baloo Khatchadorian como Sampo
- Brandy Litmanen como Cherry

## Lançamento
Koko-di Koko-da foi exibido na seção Competição de Dramas do Cinema Mundial no Sundance Film Festival de 2019.

## Recepção
No Rotten Tomatoes, o filme tem uma classificação de aprovação de 83%, com base em 58 críticas, e uma classificação média de 6,30/10. O consenso diz: "Usando um cenário efetivamente assustador e uma abordagem evasiva sedutora, Koko-di Koko-da dá uma olhada arrepiante na longa cauda da dor".